# Listă de canale de televiziune în limba română desființate
Aceasta este o listă a canalelor de televiziune în limba română desființate sau înlocuite, clasificate în ordine alfabetică după companiile media care le dețin și care operează licențele lor. Motivele pentru care majoritatea acestor posturi TV au fost desființate au fost reprezentate de lipsă de rating, audiență scăzută sau probleme financiare.

## Canale TV publice

#### TVR
- România 1 (1999–2004) - general (actualul TVR 1)
- România Internațional (2000–2004) - general (actualul TVR Internațional)
- Televiziunea Română Liberă (1989–1990) - general (actualul TVR 1)
- TVR (1956–1968, 1985–1989) - general (actualul TVR 1)
- TVR București (2007–2008) - regional
- TVR HD (2008–2019) - general
- TVR News (2012–2015) - știri

## Canale TV private

### Canale TV naționale

#### Boom Extrasatelit
- Boom Action (2006–2012) - filme
- Boom Base (2006–2007) - erotic
- Boom Cinema 1 (2006–2009) - filme
- Boom Cinema 2 (2006–2008) - filme
- Boom Comedy (2006–2012) - filme
- Boom Classic (2006–2008) - filme
- Boom Drama (2007–2012) - filme
- Boom Hop! (2006–2012) - desene animate
- Boom Indian (2006–2012) - filme
- Boom Karaoke (2006–2007) - muzică
- Boom KidZone (2006–2008) - desene animate (înlocuit de Boom Smarty)
- Boom Music (2007–2010) - muzică
- Boom Public (2006–2007) - știri și informații despre ofertele Boom TV
- Boom Romance (2006–2007) - filme
- Boom Secrets (2007–2008) - erotic
- Boom Smarty (2008–2012) - desene animate
- Boom Sport (2006–2007) - sport
- Boom Sport One (2007–2010) - sport
- Boom Sport Two (2008–2010) - sport
- Boom Sport Three (2009–2010) - sport
- Boom Sport Four (2009–2010) - sport
- Magic Action (2005–2006) - filme
- Magic Box (2005–2006) - filme
- Magic Classic (2005–2006) - filme
- Magic PPV 1 (2005–2006) - pay per view
- Magic PPV 2 (2005–2006) - pay per view
- Magic PPV 3 (2005–2006) - pay per view
- Magic PPV 4 (2005–2006) - pay per view
- Magic Promo (2005–2006) - promo-uri
- Magic X (2005–2006) - erotic

#### Realitatea-Cațavencu
- ActionStar (2008–2012) - filme
- CineStar (2008–2012) - filme
- ComedyStar (2008–2012) - filme
- Realitatea TV (2001–2019) - știri
- Romantica (2007–2012) - public feminin (actualul Film Cafe)
- Telesport (2003–2011) - sport
- The Money Channel (2006–2015) - știri economice
- Zone Romantica (2006–2007) - public feminin (actualul Film Cafe)

#### Digi România (RCS & RDS)
- 10 TV (2010–2012) - general (actualul Digi 24)
- Digi Film (2008–2018) - filme și seriale (actualul Film Now)
- Digi Film 1 (2008–2011) - filme (actualul Film Now)
- Digi Film 2 (2008–2011) - filme
- Digi Info (2005–2009) - știri și informații despre ofertele Digi (RCS & RDS)
- Digi Premium (2008–2012) - filme pay-per-view
- Digi Sport (2009–2011) - sport (actualul Digi Sport 1)
- Digi Sport HD (2009–2011) - sport (actualul Digi Sport 1 HD)
- Digi Sport Plus (2009–2011) - sport (actualul Digi Sport 2)

#### Discovery Channel România
- Discovery Civilisation (2002–2008) - știință și documentare (actualul DTX)
- Discovery Showcase HD (2010–2021) - știință și documentare
- Discovery Science (2002–2023) - știință și documentare
- DTX (2013–2023) - programe despre mașini
- Discovery Travel & Adventures (2002–2005) - călătorii (actualul TLC)
- Discovery Travel & Living (2005–2013) - călătorii (actualul TLC)
- Discovery World (2008–2017) - știință și documentare (actualul DTX)
- Eurosport (1997–2015) - sport (actualul Eurosport 1)
- Eurosport 2 Wimbledon (2018) - sport (tenis)
- Eurosport 3D (2010–2012) - sport
- Fine Living (2010–2021) - lifestyle
- ID Xtra (2014–2017) - investigații - actualul Investigation Discovery
- Travel Channel (2008–2025)

#### Sony Pictures Entertainment
- Animax România - desene animate (2007–2014, fostul A+ Anime România, înlocuit de C8)
- AXN Crime - filme - actualul AXN White (denumirea între anii 2006–2013)
- AXN Sci-Fi - filme - actualul AXN Black (denumirea între anii 2006–2013)

#### Chellomedia
- C8 (2014–2015) - variat (fostul Animax România)
- Megamax România (2012–2020) - desene animate
- MGM Channel (2006–2014) - filme (actualul AMC)
- Outdoor Channel (2010–2021) - documentare
- Reality TV (2000–2006) - documentare (actualul CBS Reality)
- Shorts TV (2013–2017) - filme de scurt-metraj
- Sport 1 (2006–2014) - sport
- Sundance TV (2012–2019) - filme
- Zone Reality (2006–2012) - documentare (actualul CBS Reality)

#### IKO România și Tematic Cable
- A+ Anime România (2004–2007) - desene animate (fostul Action+, înlocuit cu Animax România odată cu cumpărarea acestui canal de către Sony Pictures Entertainment)
- Action+ (2003–2004) - filme (înlocuit cu A+ Anime România)
- Cherry Music (2004–2005) - muzică (înlocuit cu Super 1 Music)
- DOQ (2010–2019) - știință și documentare
- F+ (2002–2006) - filme
- MusicMax (2000–2004, 2007–2009) - muzică (înlocuit de Cherry Music și MusicMix)
- MusicMax Adult (2005–2009) - erotic (actualul SuperOne
- MusicMix (2009–2015) - muzică (fostul MusicMax)
- MusicMix SuperOne (2009–2012) - erotic (actualul SuperOne)
- PV TV (2009–2014) - pescuit și vânătoare
- Sport Klub (2006–2012) - sport
- Sport Klub+ - sport
- Sport Klub Prime - sport
- Super 1 Music (2005–2007) - muzică (fostul Cherry Music, înlocuit de MusicMax)

#### The Walt Disney Company
- Fox Kids Play România (2003–2005) - desene animate (înlocuit de Jetix Play România)
- Fox Kids România (1999–2005) - desene animate (înlocuit de Jetix România, mai târziu cumpărat de Disney, actualul Disney Channel România,)
- Jetix Play România (2005–2011) - desene animate (fostul Fox Kids Play România, transmis pe frecvența lui Jetix România și partajat cu acesta, mai târziu cumpărat de Disney alături de Jetix România)
- Jetix România (2005–2009) - desene animate (fostul Fox Kids România, actualul Disney Channel România, mai târziu cumpărat de Disney)
- Nat Geo Wild (2009–2019) - știință/documentare despre viața animalelor (actualul National Geographic Wild)
- Playhouse Disney România (2009–2011) - desene animate (actualul Disney Junior România)

#### Grupul Pro
- Canal 31 (1993–1995) - general (actualul Pro TV)
- Pro 2 (2017–2022) - general (actualul Acasă TV)
- Pro Gold (2017–2022) - filme (actualul Acasă Gold)
- Pro X (2017–2022) - general/sport (fostul Sport.ro, actualul Pro Arena)
- Sport.ro (2007–2017) - general/sport (fostul TV Sport, înlocuit de Pro X, actualul Pro Arena)
- TV Sport (2003–2007) - general/sport (înlocuit de Sport.ro, actualul Pro Arena)

#### Antena Group
- Antena 2 (2007–2013) - general/divertisment (actualul Antena Stars)
- Antena 3 (2005–2022) - știri (actualul Antena 3 CNN)
- Euforia Lifestyle TV (2006–2016) - lifestyle (actualul Happy Channel)
- GSP TV (2008–2014) - sport (actualul ZU TV)
- GSP TV 2 (2008–2009) - sport
- GSP TV 3 (2008–2009) - sport
- GSP TV 4 (2008–2009) - sport

#### Clever Group
- Agro TV Channel (2010–2011) - știri și informații din agricultură (actualul Agro TV)
- Agro TV Network (2013–2016) - știri și informații din agricultură (actualul Agro TV)
- Canal 38 Amerom (1995–1997) - general (actualul Prima TV)
- Comedy Est (2018–2022) - filme (actualul Prima History)
- Cinema Est (2022–2023) - filme (actualul Prima History)
- Look Plus (2014–2020) - sport (actualul Prima Sport 1)
- Look Sport + (2020–2022) - sport (actualul Prima Sport 1)
- Look TV (2012–2018) - general (actualul Prima Sport 2)
- Look Sport (2018–2022) - sport (actualul Prima Sport 2)
- NCN (2000–2011) - local Cluj-Napoca (actualul Prima Sport 1)
- Look 4K (2020–2022) - sport (actualul Prima 4K)
- Prima Food & Travel (2024) - gastronomie (actualul Prima World)
- Profit.ro (2018–2021) - financiar/economic (actualul Profit News)
- Profit News (2021–2025) - financiar/economic
- Transilvania Channel (2011–2012) - regional (actualul Prima Sport 2)
- Transilvania L!VE (2011–2014) - știri (actualul Prima Sport 1)
- Transilvania Look (2012) - general (actualul Prima Sport 2)

#### Telekom România
- Dolce Info (2009–2017) - știri și informații despre ofertele Telekom (fostul Info Dolce)
- Dolce Sport (2010–2012) - sport
- Dolce Sport 1 (2012–2017) - sport
- Dolce Sport 2 (2010–2017) - sport
- Dolce Sport 3 (2011–2017) - sport
- Dolce Sport 4 (2014–2017) - sport
- Info Dolce (2006–2009) - știri și informații despre ofertele Telekom
- Orange Sport 1 (2022–2024) - sport
- Orange Sport 2 (2022–2024) - sport
- Orange Sport 3 (2022–2024) - sport
- Orange Sport 4 (2022–2024) - sport
- Telekom Info (2017–2022) - știri și informații despre ofertele Telekom (fostul Dolce Info)
- Telekom Sport 1 (2017-2022) - sport
- Telekom Sport 2 (2017-2022) - sport
- Telekom Sport 3 (2017-2022) - sport
- Telekom Sport 4 (2017-2022) - sport
- Telekom Sport 5 (2017–2019) - sport
- Telekom Sport 5 HD (2017–2019) - sport
- Telekom Sport 6 (2017–2019) - sport
- Telekom Sport 6 HD (2017–2019) - sport

#### NBC Universal
- Diva Universal (2010–2014) - filme - actualul Diva (fostul Hallmark Channel)
- Hallmark Channel (2000–2010) - filme - actualul Diva (înlocuit de Diva Universal)
- KidsCo România (2007–2013) - desene animate
- Movies 24 (2007–2011) - filme
- Sci-Fi Universal (2007–2011) - filme
- The Style Network (2007–2015) - lifestyle
- Universal Channel (2007–2015) - filme și seriale

#### Altele
- 6TV (2011–2020) - general
- Absolut TV (2010–2018) - general
- Alpha TV București - general
- AKTA Info (2008–2021) - știri și informații despre ofertele AKTA)
- Arcadia TV World (2018–2024) - știință/documentare (actualul Prima World)
- Bah TV (2009–2012) - general (pentru minoritatea romă)
- BBC Entertainment (2009–2016) - divertisment
- BBC Knowledge (2013–2015) - știință (actualul BBC Earth)
- Bebe TV (2007–2011) - desene animate (actualul Duck TV România)
- Bollyshow (2012–2014) - filme si show-uri indiene (actualul Bollywood TV)
- Boomerang România (2009–2023) - desene animate (actualul Cartoonito România)
- Brava TV (2008–2009) - gastronomie
- București TV (2016–2023) - general (actualul Kanal D2)
- Canal 1 (2008–2010) - general
- Canal M - filme
- Canal Teleshop (2004–2011) - teleshoping
- Cinetube (2020–2023) - știință/documentare (actualul Global News)
- Comedy Central Extra (2013–2016)- seriale de comedie (actualul Comedy Central)
- Cosmos TV (2007–2010) - general
- DDTV (2005–2014) - general
- Diaspora TV - general (pentru românii din Diaspora)
- eStrada TV (2013–2019, 2021–2022) - general (înlocuit de News România)
- Euro Channel (2007–2010) - general
- FilmBox Extra (2011–2015) - filme (actualul FilmBox Premium)
- FilmBox Extra 1 (2011–2014) - filme (actualul FilmBox Stars)
- FilmBox HD (2011–2015) - filme (actualul FilmBox Extra HD)
- FilmBox Plus (2014–2020)- filme (actualul FilmBox Stars)
- Fix & Foxi TV (2014–2015) - desene animate (fostul YFE)
- Giga TV (2012–2014) - general
- Ginx eSports TV (2008–2018) - gaming
- Global News (2023–2025) - general (fostul Cinetube)
- GoodLife Channel (2006–2009) - lifestyle
- Guide TV Channel - ghid TV
- HBO Comedy (2007–2016) - filme (actualul HBO 3)
- InteracTV - general
- IQ TV (2016) - filme (actualul Show Time IQ Movie Television)
- Light Channel - religios
- Linkpress TV (2017–2025) - general
- M2 (1998–2000) - muzică (actualul MTV 90s, înlocuit de MTV2)
- MCM România (2000–2002) - muzică (actualul MTV Europa)
- Meteo TV - meteo
- Melos TV (2022-2025) - muzică populară
- Money News (2016–2025)
- Money.ro TV (2012–2013) - business
- Mooz HD (2011–2023) - muzică (actualul Mooz Hits HD)
- Mooz Hits HD (2011) - muzică (actualul Mooz HD)
- MTV2 (2000–2007) - muzică (fostul M2, înlocuit de MTV Two, actualul MTV 90s)
- MTV Base (1999–2008) - muzică (înlocuit de MTV Dance, actualul Club MTV)
- MTV Dance (2008–2020) - muzică (fostul MTV Base, actualul Club MTV)
- MTV Europa (2019–2021) - muzica (fostul MTV România, actualul MTV Global)
- MTV Extra (1999–2001) - muzică (actualul MTV Hits)
- MTV Live HD (2011–2021) - muzică (actualul MTV Live)
- MTV Rocks (2010–2020) - muzică (fostul MTV Two, actualul MTV 90s)
- MTV România (2002–2019) - muzică (înlocuit de MTV Europa, actualul MTV Global)
- MTV Two (2007–2010) - muzică (înlocuit de MTV Rocks, actualul MTV 90s, fostul MTV2)
- MusiKlub (2009–2015) - muzică de club
- Mynele TV (2008–2015) - muzică (manele)
- N24 (2004–2009) - știri (înlocuit de N24 Plus, actualul Național 24 Plus)
- N24 Plus (2009–2011) - generalist (fostul N24, actualul Național 24 Plus)
- Neptun TV (1995–2020) - general
- News România (2022) - știri (fostul eStrada TV)
- Noll TV - muzică
- Orion - filme
- OTV (2000–2013) - general
- Ovidius TV Internațional (2013–2014) - filme (actualul Show Time IQ Movie Television)
- Paramount Channel (2014–2021) - filme (actualul TeenNick România)
- Partener TV (2005–2006) - afaceri
- Party TV (2007–2011) - muzică
- PAX TV (2002–2005) - religios
- Pratech TV (2005–2010) - lifestyle
- ProMix TV - muzică (manele) (actualul Chef TV)
- Romance TV (2016–2018) - filme
- România Ta (2010–2011) - știri
- RTV (2011) - știri (actualul România TV)
- Senso (2005–2008) - lifestyle
- Show Time IQ HD (2015) - filme și concerte (actualul Show Time IQ Movie Television)
- Show Time TV Internațional (2009–2012)- filme (actualul Show Time IQ Movie Television)
- Spark (2014–2017) - știință și documentare
- TCM (2000–2015) - filme (actualul Warner TV)
- Teleshop 24 - teleshoping
- Telestar made in diffusion (2012–2016) - general (actualul Telestar 1)
- The Medical Channel (2015–2016) - medicină
- Timeless Drama Channel (2019–2020) - filme (actualul Timeless Dizi Channel)
- TNT (2015–2021) - filme (actualul Warner TV)
- TNT Classic Movies (1998–2000) - filme (actualul Warner TV)
- Top 1 TV (2010–2013) - general
- Tradiții TV (2013–2020) - muzică populară
- TVh 2.0 (2012–2013) - general (fostul TVRM Educațional, înlocuit de TVH Kids Channel)
- TVH Kids Channel 2013–2019) - copii (fostul TVh 2.0)
- TV K Lumea (2004–2006) - muzică (actualul Kiss TV)
- TV OK - muzică
- TVRM (2000–2005) - general (înlocuit de TVRM Educațional)
- TVRM Cultural (2008-2011) - cultură
- TVRM Educațional (2005–2012) - general (fostul TVRM, înlocuit de TVh 2.0)
- TV SOTI (1991–1994) - general (înlocuit cu Neptun TV)
- UPC Info (1999–2020) -  știri și informații despre ofertele UPC (actualul Vodafone Info)
- Vacanța TV - călătorii
- VH1 Classic (1999–2020) - muzică (actualul MTV 80s)
- VH1 Europe (1985–2019, 2020–2021) - muzică (actualul MTV 00s)
- VH1 România (2019–2020) - muzică (actualul MTV 00s)
- Viasat Explorer (2003–2014) - știință și documentare (actualul Viasat Explore)
- Viasat Nature/History HD (2013-2014) - știință
- Vox News (2009-2011) - știri
- YFE (2007–2014) - copii (înlocuit de Fix & Foxi TV)
- Zeus TV (2011–2013) - general

### Canale TV locale/regionale
- 1TV Bacău - local Bacău
- Actual TV - local Piatra Neamț
- Alba TV - local Alba Iulia (actualul Alba Carolina TV)
- Alexandria TV (2010–2014) - local Alexandria (actualul TRtv)
- Alpha TV Cluj - local Cluj-Napoca
- Alpha TV Pitești - local Pitești
- Alpha TV Ploiești - regional Prahova (actualul Ploiești TV)
- Arbore TV - local Arbore
- Argeș Popular TV - local Pitești (muzică populară)
- Axa Cinemar TV - regional Transilvania
- Axa TV Maramureș - regional Maramureș
- Axa TV Transilvania - regional Transilvania
- Baricada TV - local Arad
- Buhuși TV - local Buhuși
- Canal 7 - local Baia Mare (actualul Plus TV Maramureș)
- CATV Bilbor - local Bilbor
- CATV Roznov - local Roznov
- Călărași 1 - local Călărași
- Clar TV Muscel - local Câmpulung Muscel
- CMV TV - local Cuca
- Constanța TV - local Constanța
- Corona TV - local Brașov
- Criș TV - local Oradea
- CTV Bonus KTV - local Suseni
- DAReghin TV - local Reghin
- Datina TV - local Tulcea
- Dâmbovița TV - local Târgoviște
- DC Fiber Communications - local Siret
- Digi TV - local Ditrău
- Dobrogea TV - regional Dobrogea
- Dolcanet TV - local Dolhasca
- DTV Local - local Ulmeni
- e+ - local Cluj Napoca
- eMaramureș TV - local Baia Mare
- Est TV - regional Moldova (actualul Moldova TV)
- Etalon TV - local Râmnicu Vâlcea
- Euro Sud TV - local Calafat
- Făgăraș TV - local Făgăraș
- Focus TV Bistrița - local Bistrița
- Focus TV Satu Mare - local Satu Mare
- Focus TV Zalău - local Zalău
- Gliga TV - local Reghin (actualul Ardeal TV)
- Halley TV - local Borșa
- Impuls TV - local Bacău
- Info Favorit - local Zăvoi
- Info Mansat - local Rășinari (actualul Info Rășinari)
- Info Text - local Hârlău (actualul Next TV)
- Insert TV - local Caracal
- Isaccea TV - local Isaccea
- Kenala Sat - local Bălan
- KTV - local Cristuru Secuiesc
- KTV Karma - local Rozavlea
- Litoral TV - regional Dobrogea
- Lupșanu TV - local Radu Vodă
- Lyl TV Info - local Borcea
- Mânăstirea TV - local Mânăstirea
- Media ATV (2005–2010) - local Alexandria (actualul TRtv)
- Mediabox - local Cluj-Napoca
- Mega TV - local Brăila
- Minisat TV - local Târgoviște
- Mix TV - local Brașov (actualul Brașov TV)
- Mix 2 TV - local Brașov
- Mix 3 TV - local Predeal
- Mondo-Byte TV - local Drăgușeni
- Montan TV - local Sinaia (actualul Travel Mix)
- Muntenia TV - local Giurgiu
- N1 - local Năsăud
- Netsat - local Sărmaș
- Nova 2 - local Brașov
- Nova Sat - local Suceava
- Nova TV Mediaș - local Mediaș
- N Sat TV (????–2019) - local Târgu Jiu (actualul Emi TV Național)
- N Sat TV Regional (2019–2020) - regional Târgu Jiu (actualul Emi TV Național)
- Olisat TV - local Sănduleni
- Oltenia TV (1997-2023) - regional Oltenia (actualul TV Oltenia Plus)
- Orion TV - local Vatra Dornei
- Panoramic TV - local Brașov
- Phobos TV - local Teregova
- Phoenix Video Text - local Curtea de Argeș
- Prahova TV - local Prahova
- Prioritar TV - local Cudalbi
- Puls TV - local Bacău
- Quantum TV - local Girov
- RAV TV - local Săcele
- Regio TV Transilvania - regional Transilvania
- Rom TV - local Roman (actualul Roman TV)
- Rustic TV - local Reghin (muzică populară)
- Somax TV - local Botoșani
- Someș TV - local Dej
- Stilus CATV - local Vicovu de Sus
- Super TV - local Brașov
- Știi TV - local Târgu Mureș
- Târgoviște TV - local Târgoviște
- Târnava TV - local Sighișoara
- Tele 1 Bacău - local Bacău
- Tele 9 - local Rădăuți
- Tele M Neamț - local Piatra Neamț
- Telecav - local Cavnic
- Telemold - local Neamț
- Telenet - local Zalău
- Telesat Info - local Deva
- Telesat TV - local Breaza
- Tele TV - local Adjud
- Televiziunea Târgu Mureș (TTM) - local Târgu Mureș
- Ten TV - regional Lugoj
- TL+ Maramureș - local Baia Mare (actualul Plus TV Maramureș)
- TopAll TV - local Roman
- Transilvania TV (2004–2008) - regional Oradea (actualul TTV)
- TTV - local Oradea
- TV Accent - local Tulcea
- TV AS Info - local Târnăveni
- TV Bistrița - local Bistrița
- TV Brăila - local Brăila
- TV CNS - local Piatra Neamț
- TV Cudalbi - local Cudalbi
- TV Eforie - local Eforie
- TV Ialomița - local Slobozia
- TV Jimbolia - local Jimbolia
- TVM - local Piatra Neamț (actualul TeleMold)
- TV Motru - local Motru
- TV Rădăuți - local Rădăuți
- TV Săveni - local Săveni
- TVS Brașov - local Brașov
- TVS Briximp - local Vadu Crișului
- TVS Craiova - local Craiova
- TVS Pitești - local Pitești
- TVS Oradea - local Oradea
- Țara Mea TV - local Baia Mare
- Vâlcea 1 (1992–2020) - local Vâlcea (actualul Antena 3 Vâlcea)
- Vest TV - local Reșița
- Vox TV - regional Galați
- West TV - local Arad
- West TV Regional - regional Arad
- WYL TV - local Ploiești
- Zona TV - local Sângeroiu de Pădure

## Legături externe
- Materiale media legate de Canale de televiziune din România la Wikimedia Commons